# Torymus resinanae
Torymus resinanae är en stekelart som beskrevs av Julius Theodor Christian Ratzeburg 1852. Torymus resinanae ingår i släktet Torymus och familjen gallglanssteklar.
Artens utbredningsområde är Tyskland. Inga underarter finns listade i Catalogue of Life.